# Émile Plantamour
Émile Plantamour, född 24 maj 1815 i Genève, död där 7 september 1882, var en schweizisk astronom.
Plantamour studerade astronomi i Paris och Königsberg och blev 1839 professor i astronomi i och direktör för observatoriet i Genève. Han publicerade talrika observationer av planeter och kometer förutom meteorologiska iakttagelser och mindre meteorologiska uppsatser. Han utgav Observations astronomiques faites à l'observatoire de Genève 1841-58. Som medlem av den europeiska gradmätningen deltog han i de nödvändiga astronomiska observationerna på fem valda platser, som tillsammans med de tre observatorierna i Schweiz skulle bilda det trigonometriska nätet för Schweiz, bestämde tyngden på flera av dessa platser och ledde, tillsammans med Adolphe Hirsch, precisionsnivelleringen.